# Ulyaniana excellens
Ulyaniana excellens is een keversoort uit de familie Ithyceridae. De wetenschappelijke naam van de soort is voor het eerst geldig gepubliceerd in 1998 door Gratshev.